# JKハルは異世界で娼婦になった
『JKハルは異世界で娼婦になった』（ジェーケーハルはいせかいでしょうふになった）は、平鳥コウによる日本のライトノベル。小説投稿サイト『小説家になろう』にて2016年10月26日から2017年8月2日まで連載された。2021年7月時点で電子版を含めた累計発行部数は45万部を突破している。『このライトノベルがすごい！』単行本・ノベルズ部門では2019年版で9位を獲得している。
単行本は早川書房より2017年12月に全1巻が刊行され、文庫版はハヤカワ文庫JA（早川書房）より2019年11月から12月までに短編集を含めて全2巻が刊行された。また、山田J太による漫画版が『まんが王国』内レーベル「ウツツ」（新潮社）にて2019年6月14日より2023年9月22日まで連載。

## あらすじ
暴走トラックに轢かれ交通事故で死んだ女子高生、小山ハルは、異世界へ転送される。同様に事故に巻き込まれた千葉セイジも転送されていた。転生した先は男尊女卑の世界でハルは生計を立てるために止むを得ず「夜想の青猫亭」で娼婦になる。
ある時は異世界転生に浮かれる千葉をあしらい、ある時は変わった性癖の客の相手をし、ある時は娼館に馴染みのない食堂の息子・スモーブに手ほどきをし、またある時は少年たちと缶蹴りに興じたりと、慌ただしい日々の中でハルは娼婦として経験を積み、新たな世界での居場所を得る。その過程で先輩のルペやシクラソ、千葉に敬意を抱いていた新人シスターのキヨリと交流を深め、また常に雨と共に現れる謎に満ちた「銀髪のおじさま」に惹かれていく。
その傍ら、魔王軍との戦いの最前線でもあるハルの住む町には、新たな軍指揮官バフネスが赴任してくる。彼の影響で軍人たちは以前にも増して女性を蔑み道具のように扱う様に変わっていた。そして、シクラソは恋仲の十隊長ビスクの依頼もあって軍のバフネス隊の兵舎に慰問の仕事に出る。しかしその実態は百人の兵の慰み者であり、暴行も受けたシクラソは途中で身代わりを引き受けたハルの忍耐も空しく命を落とす。かつてない怒りを胸に、遂に男尊女卑の世界に甘んじることをやめたハルは隠していたスキル『創造妊娠』によりこれまで抱かれた男たちから写し取っていた力を解放。バフネス隊も彼らが戦うはずだった魔物たちも皆殺しにして帰還する。
皆殺しの一件が相打ちとして処理される中、ハルは真相を悟った「銀髪のおじさま」や老剣士ウィッジクラフトの接触を受ける。いずれはそれらと向き合う必要があると思いつつ、ハルは友人たちと共に男尊女卑に抗うべく、スモーブの店でのお茶会と言う名の戦いを続けるのであった。

## 登場人物
小山ハル
東京の17歳の女子高校生だったが、文化祭の買い出し中に突っ込んできたトラックにはねられて異世界に転移する。学校にはサッカー部員の彼氏がおり、所謂カースト上位にいた。異世界転移時、神に会うがその際にスキルを貰わず、一緒に転移された千葉からはスキルを持っていないと思われている。
中学時代に騙されて援交していたことがあり、非処女。元の世界に戻ることもできないため、生活のため酒場兼娼館「夜想の青猫亭」で働く。元来明るく前向きな性格で、働くからには上を目指し、積極的に他の娼婦達とも交流し、お店での盛り上げ役（オタ芸）から雑用もこなし、嫌な客や乱暴な客などにも対処する。コミュニケーション能力が高いのは元からだが、元の世界でも学校で周囲に好印象を持たれるよう明るく可愛らしく振舞い、陰ながら努力していた。
元々、ピンクアッシュの入った茶髪のロングヘアだったが、客からよく髪の毛を手綱のように引っぱられるのを嫌い、ミディアムボブの髪型にしたものの、左もみあげだけ長くして結っている。胸元があらわになったフレアワンピースを身につけている。スレンダーな肢体を持つが、客から尻の未発達さを指摘され、指名を断られることがあり、先輩娼婦のシクラソやキヨリのような豊満な女性に対抗意識を燃やす。
陰キャオタクだった千葉のことは、元の世界では「教室の一部」としか認識しておらず、心底毛嫌いしている。実際千葉がその本質を露わにしていくのを肌で感じ取ることで、願わくば将来的には関わりあいにならなくなることを望んでいるが、同じ世界から来たもの同士としての親しみを感じる存在でもある。
知り合って間もない頃のキヨリには千葉に好意を抱くことが理解できない上、美しい容姿への嫉妬と彼女の優等生気質で生真面目過ぎる一面も相まり、悪印象を抱いて千葉と同類に括り「陰キャ」呼ばわりしていたが、2人揃って千葉と関係破綻した後は彼女の美点とシスター職への姿勢を認め、友人関係を築いている。
一方、同じく好意を寄せられているスモーブに対しては恋愛感情こそないものの将来見込みのある男として弟分扱いしており悪感情はない。
雨の日にだけ「夜想の青猫亭」を訪れ、酒だけを飲み帰っていく『銀髪のおじさま』に惹かれ恋心を抱くようになる。一度買われて以降夢中になり、再会を待ち焦がれる。
物語終盤で、「夜想の青猫亭」で働き始めて間もなく客として訪れた神にスキル『創造妊娠』を与えられていたことが明かされる。『創造妊娠』は、自分を抱いた男の持つスキルおよびレベルを完全にコピーし自分のスキルにすること、および経験値加算によるレベルアップができるというものであり、娼婦としての様々な男性との性交により多くのレベル・スキルを獲得していた。しかし、女性が冒険者になれないこの世界ではあまり意味をなさず、どこかの男から獲得したスキル『レベル・バインド』にてスキルを抑えていた。シクラソを死に追いやった報復として、身に付けたスキルを駆使して兵士たちを蹂躙する。
千葉の情報から元の世界に帰る方法が「魔王を倒すこと」と知るが、千葉にはやる気がないため自分で魔王を倒し元の世界に帰ることを望むようになるが、『銀髪のおじさま』の一件や元の世界の日常生活からは逸脱した殺戮を行ったことなどもあって最終的に元の世界に戻ることをやめている。
続編summerの後日談にてウィッジクラフトからパーティーのメンバーにスカウトされたのを機に、森にモンスター討伐の冒険に出かけるようになり、おぼろげながら察していたところで『銀髪のおじさま』と再会し対峙、ありのままの自分の想いをぶつけた結果『銀髪のおじさま』との子供を身ごもる。
千葉セイジ
ハルとともに事故に遭い、異世界転移された男子高校生。オタク男子。元の世界から短く切りそろえていた髪を異世界転移後は赤く染めてヘルメットのようにカチカチに固めている。
本人はハルをかばい事故にあったつもりでいるが、トラックが突っ込んできたところに声を上げずしがみついたハルが逃げることができなくなってしまい、ハルからは命を落とした原因の一環ともされる。
「夜想の青猫亭」で働き始めのハルに頼まれてハルを買ってから常連に。ハルの商売としての振る舞いに調子に乗り勘助化しているが基本的にハルからは塩対応気味。
神からは『経験値16倍』と『状態異常無効』と『攻撃魔法無効』のスキルをもらっており、競技場やモンスターを刈りお金を稼いでいる。闘技場では「紅のエンドレスレイン」と名乗り、与えられたスキルで得た強さで異世界を満喫している。
ハルには元の世界にいた時から好意を持っている一方、カースト上位のハルを妬んでいたような部分もある。異世界転移により立場が変わり、自分の専属奴隷にしようとするも断られる。
ハルに一向に相手にされないので、やがてシスターのキヨリと付き合うが、千葉自身は与えられたスキルで得た強さで俺最強とイイ気になりたいだけで冒険に出る意志は微塵もなかったため関係を解消される。
この世界のエチケットである体毛の処理を面倒臭がってしない等考え方が自分本位かつ人と接する経験の不足からデリカシーがなく、ハルにキヨリとの交際報告をした際にそれまで処女だったキヨリをマグロ呼ばわりした挙句に愚痴をこぼして「やっぱりハルが良い」と言い、商売で相手をしていただけのハルを呆れさせた。
そして、元の世界に帰る方法が「魔王を倒すこと」であると知るが、生きるのが楽な異世界に留まることを望み、ハルから魔王討伐を促された際に拒否し、成長途中でレベルの上限に達してしまい伸びしろがなくなったことでハルやキヨリに当たり散らすようになり、2人との関係が破綻する。
後にハルの同僚ルペから教育（調教）を受け、自分の立場と他者にデリカシーを持つことを教えられ、ルペによれば「言われたことはちゃんとできるようになった」。徐々にではあるが、他者とのコミュニケーションが取れるようになっており、以前よりは成長している模様。
根は真面目で 一つのことにハマれば熱心になる点と裕福な経済力はルペに認められている。
物語終盤、女子会にてルペを「ママ」と呼んで甘え、色々貢いでいることが明らかにされている。ただ、他者の気持ちへの察しはまだ未熟らしく、物を貢いでもルペがあまり喜ばないことには気づいていないため、一時的に放置・無視されており、ルペが「物ではなく愛情」を求めていることに気付いて行動するよう仕向けられている。
続編summerの後日談にて、自己認識が「子供」のままでコミュニケーションの一方通行さはまだ残っているものの、ルペのことを異世界の「ママ」として慕い、大切に思うようになっている。それを通じ、異世界における女性の地位の低さに疑問を抱くようになり、その変革を望み、「世界をぶっ壊す」と野望を語っている。
ルペ
「夜想の青猫亭」でハルが最初に仲良くなる同僚。ハルよりひとつ上の18歳だが仕事では3年先輩。ピンクでふわふわした髪を外ハネのミディアムボブにしており、童顔で可愛らしい容姿をしている。バルーンスカートのワンピースを身につけている。
千葉のアプローチに辟易したハルより千葉の相手をまかされたことが切っ掛けで千葉と接点を徐々に持つようになる。
後に食堂での女子会にて、千葉のコミュニケーション能力の低さを理解しながら「教育」しなかったハルとキヨリをさり気なく批判しつつ、自分が教育（調教）した千葉の成長をハルに話す。
教育した千葉からは「ママ」と呼ばれ、甘えられ、いろいろ貢いでもらっているらしい。千葉だけではなく、他にもそう呼んで甘える客がいる。
物語終盤で、「夜想の青猫亭」のNO2の売れっ子娼婦になっており、マダムの後任に選抜されている。
非常に洞察力が優れており、ハルと初めて会った時、わずかな時間でその性分を見抜いている。ハルに異世界の常識や生活を教えた。
実家は羊を飼う農家で両親の他、既婚で家を出た姉が2人おり、年の離れた弟が1人いることが明らかにされている。 家族に邪魔な存在とされ、親に売られて娼婦になった。
面倒見の良さは羊の世話で培われたスキルで、弟の面影を感じる千葉を可愛がっていることが描かれている。
シクラソ
「夜想の青猫亭」のNO3で歌姫。21歳。ハルにとっては当面の乗り越えるべきライバルであるが、オフでは仲良しでルペと３人でガールズトークに花を咲かせる。
膝裏まで届く白い髪に褐色の肌を持ち、非常に露出度の高い服を身につけている。ハルが嫉妬する程の豊満なスタイルの持ち主。
根っからの芸術家気質で、家事能力が乏しい上に食に関心がなく、ハルやルペが放っておくと山のような量の洗濯物を溜め込み、葉ものの生野菜だけを食べて食事を済ませてしまう。
兵士のビスクと交際しており、ビスクとの結婚を夢見ていたが、そのことから悲劇に見舞われその命を落とす。死ぬ間際、運ばれた病院でハルとキヨリに看取られる。
神曰く、シクラソは「これから転生する際の母親を選んだ」とのことで、「一生貧乏だしモラルや教養なんて面では特に危険だが、母親自身は幸せになれると確信している」と説明している。ハルが神に「これからも責任をもってシクラソと母親を見守ること」と命令した際に、神が噴き出し「またちょくちょく様子を見に来るよ」と言っていることから、シクラソの転生先の母親は「ハル」と推察される。
マダム
「夜想の青猫亭」のオーナー。豊満な肢体で上品な雰囲気を漂わせた美女。内巻きにした黒髪のミディアムヘアで、右目の下に泣きぼくろがある。つねに笑みを絶やさない温和な性格ながら、所属している娼婦たちの教育係を務めており、彼女たちに指導する際には厳しい姿勢を見せる。　
スモーブ
本名は「ジェイソールブラザー」だが、かなり恰幅が良く、ハルの第一印象「相撲部」からあだ名スモーブが定着。金髪をオールバックにしている。街の大きなレストラン「ジェイ食堂」の息子で、父が飲食ギルドの長でもある。
ハルに想いを寄せ店に通うものの、当初は会話をするだけでハルを買うことはしなかったが、ある日ギルド長の息子がお気に入りの嬢シクラソの欠勤による不機嫌からハルを辱めようとしたところ、助ける形で男気を見せ高額でハルを買い、ハルと一夜を過ごす。この一件で見せた男気と純情さから「夜想の青猫亭」の一部の娼婦達から人気を博している。顔立ちも悪くなく、ルペによれば「痩せたら多分イケメン」。
実は神レアスキル『レベル無限』の持ち主で、これが後にハルに大きな恩恵をもたらす。
ハルと親しくなっていくことで全く手伝わなかったお店も手伝うようになり料理の腕もスキルの効果もあって上達、ハルのアドバイスをもとに新しい料理の開発も行う。ケーキ等の女性向け料理を作り、まだ少ないが女性客が食堂に足を運ぶようになり、ハルの要望である「食堂カフェ化計画」を徐々に進行させる。
続編summerの後日談にて、やがてハルへの恋心が報われないと理解するが、それでもハルを応援し続けることを誓う。
キヨリ
回復属性を持ったシスター。黒髪の美少女。ハルが「千年に一人レベルの美少女」と評し見惚れる程の容姿で、その上巨乳でスタイルが良い。真面目で従順な性格。千葉と付き合う前は処女だった。
子供のころから森の奥にいくことを夢見ており、この世界では女性が冒険者となるためには宗教上の理由からシスター職になるしかないが、シスターとなる才能に恵まれていたため、シスターになる。一緒にパーティーを組んでくれる冒険者が必要であったため千葉に目を付け、冒険者としても男性としても興味を持ち交際に至るが、当の千葉が冒険に出る意志がないことを悟り幻滅し、交際もパーティーも解消する。
初登場時、他者の気持ちを配慮せずに正論を押し付ける傾向にあり、ハルからしたら「面倒くさい優等生タイプの女」であったが、ハルと出会い変わっていく。当初はハルからは顔立ちとプロポーションの良さを妬まれていた上、そこで千葉との関係を問い詰めて千葉とは距離を置きたいハルからは煩わしがられてしまい、以降はしばらく千葉と同じ「陰キャ」として扱われる。
千葉と別れ、関係破綻した後はハルやルペと友人になり、食堂で開かれる女子会に参加するようになる。また、冒険でモンスター討伐に出かけるようになったハルの影響を受け、自分も討伐で森の最奥まで行くという目標を作り、新たにパートナーとなる冒険者の彼氏を作るべく奮闘している。
普段、冒険に出ていない時は病院で働いている。ハルが瀕死のシクラソを馬で病院に運んできた時は、彼女が余命残りわずかであったため体の傷だけを治療すると、この世界での死者の見送り方をハルに優しく教え諭し、2人でシクラソを看取る。
続編summerにて、同職のシスター達からもハル同様に容姿を嫉妬され、正義感が強い割に他者に浅慮な面に悪意を抱かれ、距離を置かれていたことが描かれる。
ハルに追いつきたい一心から自分を嫌っているシスターとその彼氏である冒険者達のパーティーで冒険に出かけた際に騙されてしまい、連れて行かれた森で暴行されかけ、偶然現場に来た千葉が冒険者達を倒して助け、未遂で事なきを得る。千葉とは別れてから距離を置いていたが、自分がハルに追いつく近道として、千葉の協力が必要であることを実感し、ルペに千葉の冒険者としての強化調教を依頼し、また一緒に冒険に出かけるようになる。
真面目で大人しい性格だが素直で柔軟でもあり、ハルやルペとの交流により知恵を得て、物語の進行につれて強かになる。
続編summerの後日談にて女子会に行った食堂でスモーブと話し、自分の恋心が報われないことを理解しながらも、ハルを応援し続ける彼に好意を抱くようになる。
察しが良く、ハルと千葉が異世界から来たことも勘付き、後にハルから真相を告げられる。ハルが異世界人であることを信じ、認識する数少ない理解者。
ビスク
兵士。シクラソの恋人だが他の娼婦にもこっそり手を出すような不誠実な一面もある。スキル『感情殺し』で自分の感情を抑えることができる。
前線に詰めることになった軍への慰問を表面上の依頼として兵舎にシクラソを招き、兵士達で彼女をボロボロになるまで慰み者にしてしまう。事件後、兵士たちのスキルをコピーしたハルから報復として斬殺される。その際、ハルに自身のスキルによって「自身にとっては不快になる人間らしい感情を持ち合わせていない」状態であることを看破され、ハルの『スキル破壊』を食らって心身共に悶え苦しみながら息絶える。
バフネス
百隊長。ビスクたちの部隊のトップに新しく就任するが問題のある軍人として飛ばされてきたとされる。ハルが「凶みたいな顔」と思ったように眉間を交差する形でクロス型の傷跡があり、男尊女卑的な考えを強く持ち、彼が就任してからは人の良かった兵士たちもその思想に染められていく。権力者を親類にもつが実は実力は無くレベルも低く、スキルも『歌がうまい』と戦闘には全く役に立たない代物。シクラソの事件後に兵士たちのスキルをコピーしたハルから報復を受け、人間側の最後の犠牲者となったが複合スキルの使用により体を溶かされて殺害されたため、遺体すら残らないという末路を迎える。
『銀髪のおじさま』
雨の日にだけ現れ、店で酒だけを飲み帰っていく無口な男。長身で顔は鷹のように鋭い眼光が特徴で、ルペからは怖がられるが、ハルから見れば「超絶イケメン」であり、ハルの想い人となる。
ハルを異世界人と見抜き、他の異世界人に会ったこともあるが、他の異世界人はみんなもう死んでいると色々知っている模様。息子がいたが死んでしまったと語る。
ハルから売り込みされるまで「夜想の青猫亭」が娼館を兼ねていることを知らずに来店しており、ハルを一度買い、ますます夢中にさせるが、それを最後に店内には現れなくなる。
終盤で、ハルに「お前の方から来い」と告げ去る。それ以降、ハルは『銀髪のおじさま』のことを「魔王」であると直感している描写はあるが、ハッキリとは描かれていない。
彼の正体やハルとの恋の行方は続編summerの後日談にて書かれ、森に冒険に出かけるようになったハルと再会し対峙することになり、彼自身の顛末はその後不明だがハルとの間に子供をもうけている。
ウィッジクラフト
終盤に登場したぼろぼろのテンガロンハット、仕立ての良さそうな革のジャケット、ごついブーツ、両方の腰に剣を差したいで立ちの老戦士。職業何でも屋で自警団をやったり闘技場で戦ったりして稼いでいる。スキルは『サバイバル』『トラッキング』『ダブル・ブレード』。
ハルによるジェノサイドで壊滅した軍隊と魔物の群れの現場検証にやってきて、残された手掛かりによりに「夜想の青猫亭」を訪れる。
ハルを買うため他の客との指名合戦の末に勝ち取り、抱いたことで本気で気に入り口説いてくる。結果的にハルの正体に気付いたがあえて見逃している。
続編summerの後日談でハルの正体を本人に面と向かって看破したうえで「力を持つものとして責務を果たす義務」としてパーティーのメンバーにスカウト、モンスター討伐に連れ出す。
神
魔王を打倒すべく、死亡したハルと千葉を自身の世界に転生させた神。地上にも姿を現しているが、人々からは神と気づかれていない模様。
転生の際は話を飲み込んだ千葉とばかり盛り上がり、ハルには何のスキルも授けない有様だったが、後に客として「夜想の青猫亭」に現れてハルに『創造妊娠』を授けた。
読み切り短編『ステータス・リスト』にて語られた本作の世界における神話では、彼の生い立ちやこの世界の男尊女卑やシスターの存在の背景が語られる。

## 既刊一覧

### 小説

#### 単行本
- 平鳥コウ（著）・shimano（イラスト） 『JKハルは異世界で娼婦になった』 早川書房、2017年12月6日発売[9]、ISBN 978-4-15-209737-8

#### 文庫版
- 平鳥コウ（著）・shimano（イラスト）、早川書房〈ハヤカワ文庫JA〉、全2巻
  - 『JKハルは異世界で娼婦になった』、2019年11月6日発売[10]、ISBN 978-4-15-031404-0
  - 『JKハルは異世界で娼婦になったsummer』、2019年12月4日発売[11]、ISBN 978-4-15-031407-1
    - 千葉の視点から描かれた前日譚 本編後のハルと『銀髪のおじさま』の恋の行方と結末を描いた後日談等の短編集

### 漫画
- 平鳥コウ（原作）・山田J太（作画） 『JKハルは異世界で娼婦になった』 新潮社〈BUNCH COMICS〉、全7巻
  1. 2019年11月9日発売[12]、ISBN 978-4-10-772225-6
  2. 2020年4月9日発売[13]、ISBN 978-4-10-772270-6
  3. 2020年11月9日発売[14]、ISBN 978-4-10-772336-9
  4. 2021年7月8日発売[15]、ISBN 978-4-10-772405-2
  5. 2022年4月8日発売[16]、ISBN 978-4-10-772486-1
  6. 2023年1月7日発売[17]、ISBN 978-4-10-772560-8
  7. 2023年12月8日発売[18]、ISBN 978-4-10-772671-1